# ريتا غيرا
ريتا غيرا (بالبرتغالية: Rita Guerra‏) هي مغنية برتغالية، ولدت في 22 أكتوبر 1967 في لشبونة في البرتغال.

## وصلات خارجية
- الموقع الرسمي
- ريتا غيرا على موقع IMDb (الإنجليزية)
- ريتا غيرا على موقع ميوزك برينز (الإنجليزية)
- ريتا غيرا على موقع ديسكوغز (الإنجليزية)
- ريتا غيرا على موقع قاعدة بيانات الفيلم (الإنجليزية)